# خيسوس غونزاليس (مجدف إسباني)
خيسوس غونزاليس (بالإسبانية: Jesús González Guisande)‏ هو مجدف إسباني، ولد في 6 يناير 1959، وتوفي في 3 سبتمبر 2017.

## وصلات خارجية
- خيسوس غونزاليس على موقع الاتحاد الدولي للتجديف (الإنجليزية)
- خيسوس غونزاليس على موقع أوليمبيديا (الإنجليزية)